# 랠프 애버내시
랠프 데이비드 애버내시(영어: Ralph David Abernathy, 1926년 3월 11일 ~ 1990년 4월 17일)는 미국의 아프리카계 침례교 목사이자 인권 운동가이다. 랠프와 그의 부인 주아니타는 또다른 젊은 침례교 목사 마틴 루터 킹 주니어와 코레타 스콧 킹 부부와 만나 친구가 되었다. 이 두 부부들은 만찬을 함께 하고, 아이디어들을 논의하고, 영감과 우정을 나누면서 많은 저녁 시간들을 나누었다. 최후적으로 계획들은 이 두 사람에 의하여 시작된 비폭력 공민권 운동을 위하여 제출되어 킹 목사에 의하여 지도되었다.
애버내시와 킹은 친구, 파트너와 동료들의 최고였다. 그들은 로자 파크스의 체포에 이어 가장 유명한 몽고메리 버스 보이콧, 그리고 남부에서 짐 크로우 법과 미국을 통하여 인종 차별에 대항하는 많은 행렬과 항의들을 시작하였다. 그들은 자신들의 평화로운 항의들로 이어진 체포들에 이어 많은 감옥 살이를 나누었다. 애버내시는 테네시주 멤피스에서 암살범의 총탄에 의하여 킹의 일생이 짧아질 때 그의 뒤로 몇 보폭 만에 있었다. 킹의 사망에 이어 애버내시는 둘이 함께 창립한 남부기독교지도회의를 지도하러 갔다.

## 어린 시절

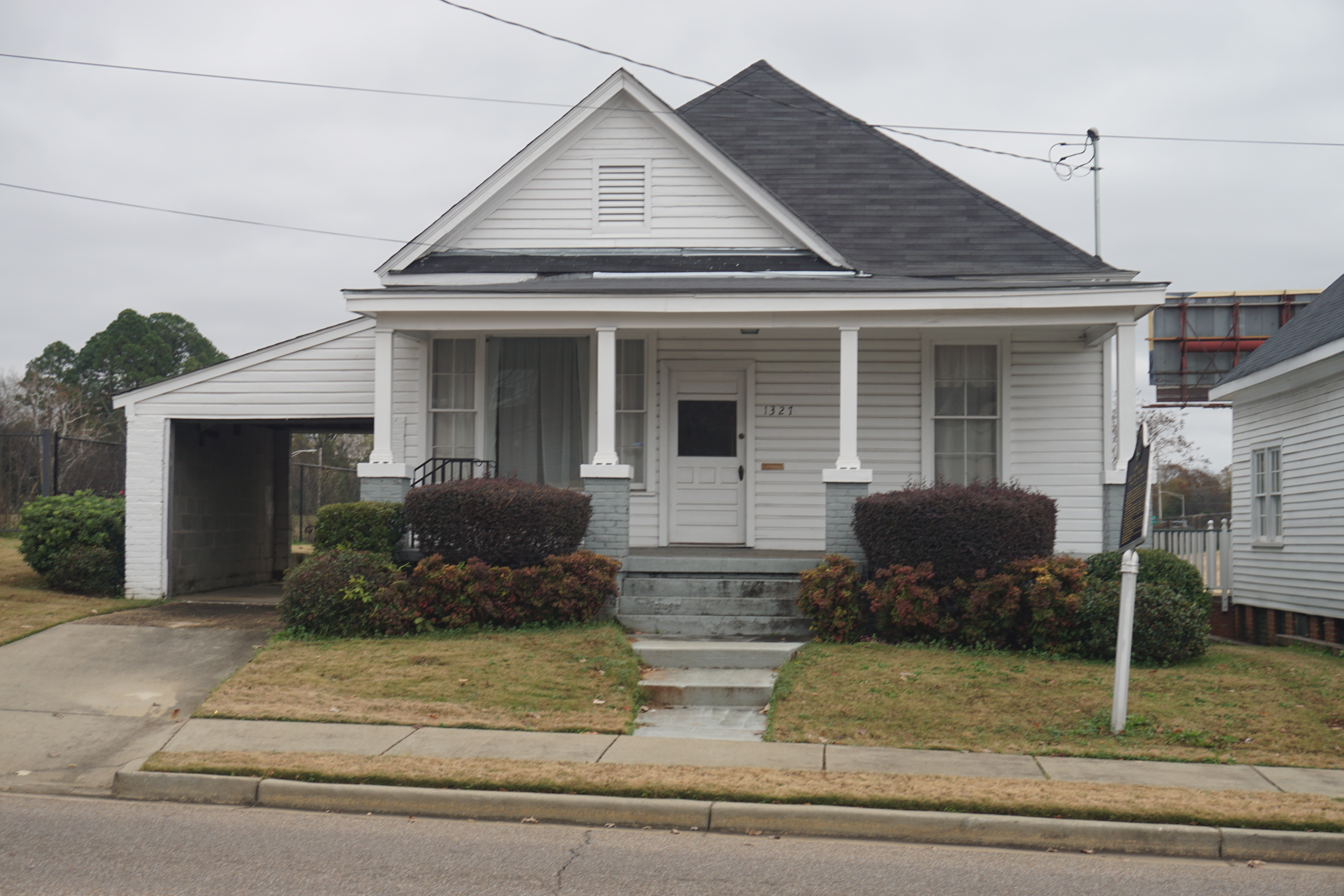
앨라배마 주립 대학교의 캠퍼스에 놓인 애버내스의 저택

앨라배마주 린던에서 태어난 애버내시는 가장 존경스러운 집안에서 윌리엄과 루이버리 애버내시의 10번째 자식이었다. 그의 세례명은 데이비드였다. 부모는 그가 같은 신앙과 성경의 다윗의 용기를 구체화하기를 희망하였다. 그의 강연에 원조한 조산원인 그의 외조모는 그가 가진 특별한 가능성을 느꼈다.
앨라배마주 린던에서 주민들의 대부분은 농부들로서 자신들의 생활을 만들었다. 애버내시 가족은 예외가 없었다. 부친은 많은 아프리카계 미국인들이 열심히 일을 통하여 얻은 번영이었다는 것을 향상시키는 데 방향을 믿은 엄격하고 근면한 남자였다. 이 믿음의 실습을 통하여 그는 그 지역에서 가장 큰 농장들 중의 하나인 500 에이커를 소유했을 때까지 서서히 대지에 투자하였다. 윌리엄 애버내시의 열성적인 일과 절약의 이유로 가족은 린던에서 대부분의 백인 가족들보다 더 낳게 떨어졌다. 추가로 윌리엄은 호프웰 침례 교회의 집사로서 공동체에서 흑인 고등학교를 위한 학교부에 근무하고, 군에서 대배심을 지내는 데 첫 흑인이었다.
자신의 부친이 엄격했던 것만큼 모친은 친절하고 사랑적이었다. 그녀는 하나님과 자신의 가족에게 조용하고, 온화하고 헌신적이었다. 모친다운 사랑의 그녀의 예를 통하여 루이버리는 그녀의 어린이들에게 사랑과 책임에 관하여 가르쳤다.
대공황이 일어날 때 애버내시 가족은 농장이 식량의 전부 하사품을 생산한 이유로 그 영향들로부터 크게 고립되었다. 면화 같은 환금 작물들은 다른 필요한 자들을 만나는 데 팔리거나 교역될 수 있었다.
애버내시 가족은 편안하였으나 매우 절약적이었다. 데이비드가 학교를 시작할 때 그는 그의 형 윌리엄의 이용된 책들이 주어졌다. 애버내시는 자신의 매우 소유적인 새로운 책들을 위하여 애타게 바랬다. 그의 모친은 이것에 대하여 그의 격통을 보고, 데이비드를 대표하여 자신의 남편에게 중재하였다. 새로운 책들이 어린 학생들을 위하여 매입되었다. 그는 그것이 모친의 사랑이자 이 일이 일어나게 만든 자신의 필요성의 이해를 알았다.
그의 가족은 매우 신앙적이었고, 정규적으로 예배와 주일 학교에 참석하였다. 애버내시는 성경 이야기와 예수 그리스도의 일생의 상식을 열중시켰다. 어린 나이에 그는 목사가 되는 꿈을 꾸기 시작하였다. 그가 7세 밖에 안되었을 때 그는 하나님과 개인적 경험을 위하여 애타게 바랬다. 모친은 그에게 그가 하나님의 목소리를 듣고, 하나님이 자신의 영혼을 잡은 것을 가지는 데 단식하고, 기도하는 하루를 지내는 것을 가르쳤다. 한날에 애버내시는 아침식사를 넘기고, 외부에서 기도하는 데 하루를 보냈다. 오후 중반에 어린 애버내시는 자신이 기다렸던 것을 경험하였다. 자신의 저서에 그는 "나는 갑작스런 평화가 나의 영혼을 범람시켰던 것만을 알고, 즉시의 순간에서 나는 다른 인간이었다."고 말하였다. 한번 하나님에 의하여 감동시켜진 그는 비스킷의 식사를 위하여 부엌으로 향하였다.
농장 생활은 전체의 가족을 위하여 열성적인 일을 의미하였다. 가족의 나머지가 밭들을 손질하는 동안 애버내시는 집안에서 모친을 도우는 데 할당되었다. 그는 목재를 태우는 스토브에서 불을 피우는 데 일찍이 일어나 젖을 짜고, 달걀을 모으고, 가축들에게 먹이를 주고, 모친을 위하여 심부름을 하였으며 식사와 함께 도왔다. 그는 또한 자신의 동생들 - 수지와 제임스 얼을 돌보기도 하였다. 자유 시간에 그는 책을 읽거나 밭에서 자신의 누이와 향제들과 공놀이를 하였다. 이 일은 함께 식사 시간들을 즐긴 큰 행복한 가족이었다.
데이비드가 12세 때 그의 누이가 자신이 존경한 스승을 따서 그에게 랠프 데이비드라고 부르기 시작하였다. 이름은 보유되고, 세상의 나머지가 그를 랠프 데이비드로 알게 되었다.
직접의 가족에 추가로 많은 친척들이 가까이 살았다. 랠프는 자신의 노예 세월들에 관하여 이야기를 해준 친조부 조지 애버내시에 가까웠으며, 쓰라림에 머무리기 보다 기쁨의 추억들에 전념하였다.
랠프는 인종 차별과 함께 적은 경험과 성장하면서 백인들과 적은 접촉을 가졌으나 그의 부친은 백인 어린이들과 노는 것은 곤란으로 이끌 수 있다고 경고하였다. 그는 한번 미운 백인 남자와 위험한 마주침을 경험하였으나 자신의 부친을 알던 가게 주인에 의하여 구해졌고, 자신을 대표하여 말하였다.
랠프의 10대 시절에 부친이 치명타를 입었다. 그의 조부는 자신의 슬픔을 전혀 극복할 수 없어 몇년 후에 지나갔다.
제2차 세계 대전이 시작되면서 랠프의 3명의 형은 군복무하러 집을 떠났다.

## 성인기
1944년 4월 랠프는 자신의 육군 신체 검사를 위하여 조지아주 포트베닝에 보고하러 명령들을 받았다. 그는 간신히 18세였다. 그는 현역 근무로 불러들여 기초 훈련을 위하여 다른 신병들과 함께 매사추세츠주 포트디븐스로 보내졌다. 애버내시는 최선을 다하는 데 봉납되었다. 그는 중사로 진급되었고, 곧 후에 자신의 소대와 함께 프랑스로 떠나는 군함에 탔다. 그들이 도착했던 무렵에 유럽에서 전쟁이 끝나갔어도 그들은 소탕 복무를 위하여 대륙을 돌아다녔다. 랠프는 전쟁이 도시들에 데려와지고, 양쪽에서 국민들에 고통을 입힌 황폐가 넘겨진 것을 처음으로 보았다.
비가 내리는 한밤에 애버내시 상사는 깊은 구멍을 파는 데 명령이 내려진 자신의 2명의 군인들의 처벌을 감독하였다. 자신의 부대의 나머지가 남태평양으로 보내질 때 그는 그들에게 가입하는 데 충분히 좋치 않아 모국으로 보내졌다. 수많은 세월 후에 그는 자신의 부대에서 자신과 다른 1명의 군인이 전쟁을 생존하는 데 단 둘이었다는 것을 배웠다.
전쟁 동안 육군 복무 후에 애버내시는 몽고메리에 있는 앨라배마 주립 대학교에 입학하여 1950년 수학에서 학위와 함께 졸업하였다.
자신의 대학 과업으로 들어가는 데 멀지 않아 애버내시의 모친의 건강이 류머티즘의 관절염에 이유로 쇠퇴하기 시작하였다. 1947년 애버내시는 마지막으로 그녀를 보는 데 추수감사절을 위하여 고향에 왔다. 모친은 이틀 후에 사망하였다. 애버내시는 자신의 청춘의 정다운 추억과 모친을 잃은 슬픔에 의하여 정복되었다. 그가 최연소 자식 중의 하나였어도 그의 형제, 자매들은 가족의 우두머리로서 그에게 눈을 돌렸다.
그가 학생 정부와 카파 알파 사이 친목회의 회원이었던 동안 정치 운동에서 그의 연루가 시작되었다. 그는 자신의 기숙사에서 열과 뜨거운 물의 부족과 카페테리아에서 내어진 지독한 음식에 항의하는 데모들을 지도하였다. 추가로 한 시정학 교수는 투표가 흑인들을 위하여 가질 권력을 설명하였다. 애버내시는 자신이 몽고메리의 법원에 가고, 투표하는 데 등록하는 데 학생들의 단체에 확신시킨 아이디어에 의하여 영감을 받으면서 자라왔다. 그의 동료들은 장기적 난문 시험 용지에 공란을 체우는 데 실패하여 거부되었다. 그러나 애버내시는 용지에 모든 공란에 체워 투표 등록 카드와 함께 보답되었다.
애버내시는 더욱 더 하나님과 자신의 교회에 바치게 되었다. 1948년 어머니날에 그는 호프웰 침례 교회에 서서 예수 그리스도의 목사직에 자신의 부름을 공고하였다.
대학 시절에 랠프는 빠른 이해력과 강한 성격을 가진 여성 주아니타 오데사 존스를 만나 시간을 보내기 시작하여 그는 위대한 대접을 숭배하였다. 그녀는 결국적으로 그의 부인이 되었다.
1951년 그는 애틀랜타 대학교로부터 사회학에서 문학 석사를 취득하였다. 애틀랜타에서 보낸 세월 동안 애버내시는 그 지역에서 많은 교회들에 내빈 목사가 되는 데 기회가 주어졌다. 한 일요일에 그는 마틴 루터 킹 주니어로 불린 또한 학생이자 또다른 내빈 설교자를 듣는 데 에비니저 침례 교회에서 예배에 참석하였다. 그는 킹이 뛰어난 남자였다는 것을 즉시 알았다.

## 경력

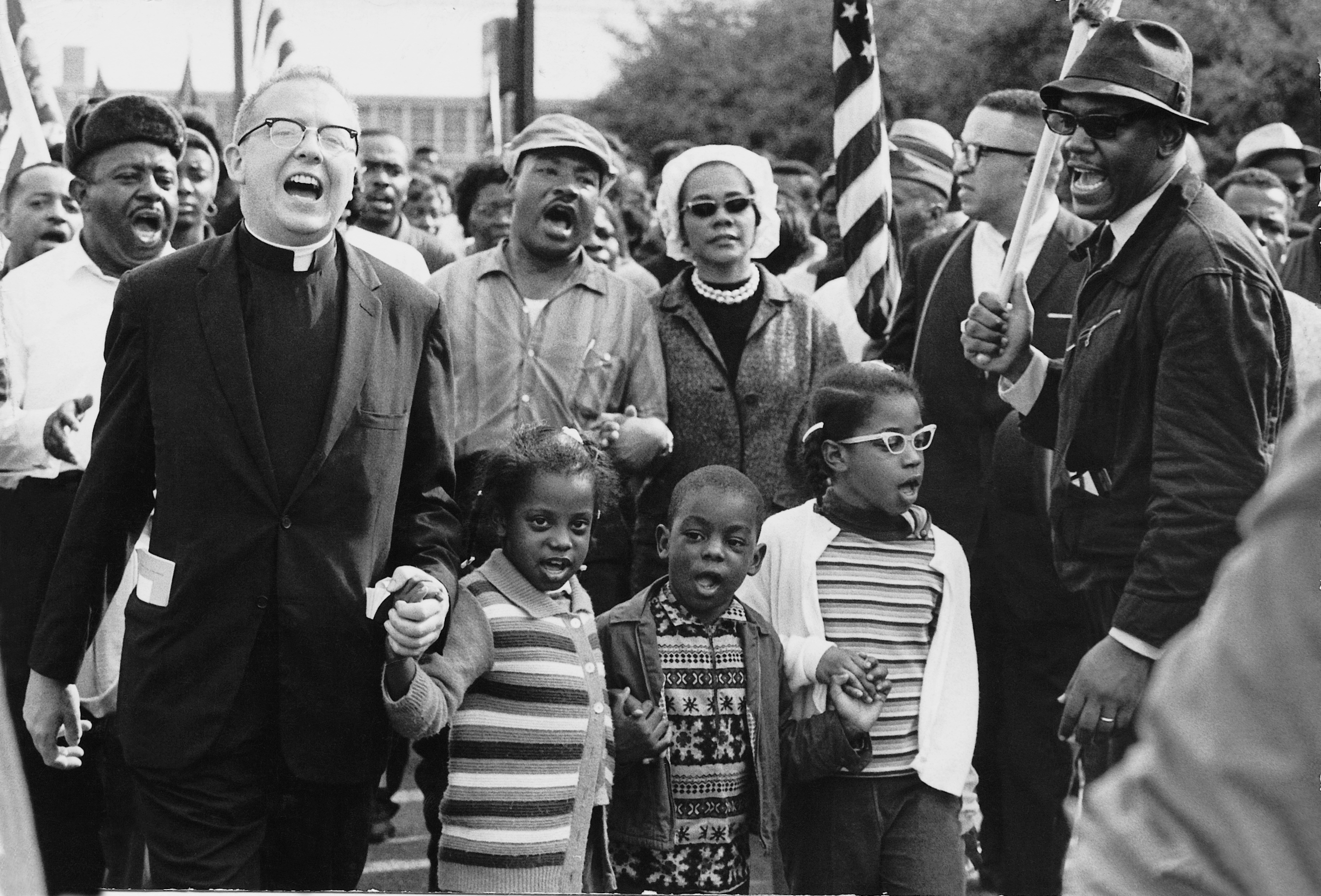
1965년 셀마 몽고메리 행진에서 마틴 루터 킹 주니어 부부와 함께 한 애버내시 가족 (맨 왼쪽이 랠프 애버내시)

졸업에 이어 애버내시는 앨라배마 주립 대학교에서 학생 부장으로서 직업을 차지하였다. 그는 또한 자신의 고향 근처에 있는 데모폴리스에서 이스턴 스타 침례 교회의 비상근 목사직을 차지하기도 하였다. 그가 26세 밖에 안 되었던 겨우 1년 후에 100년이 된 몽고메리의 퍼스트 침례 교회의 교인들이 그에게 자신들의 목사가 되는 데 의문하였다. 그는 역할을 받아들였다.
한번 퍼스트 침례 교회에서 공동체에 들어간 애버내시는 부인과 함께 자신의 저택과 인생을 나누는 데 준비되었다. 몇년의 세월에 그들은 부모가 되었다. 첫 자식 랠프 2세가 유아로서 사망하였다. 3명 더의 자식들 - 주안댈린, 돈잘레이와 랠프 3세는 가족에게 즐거움과 편함을 가져왔다.

### 몽고메리 버스 보이콧
1955년 로자 파크스가 버스의 뒷자석으로 옮기는 것을 거부할 때 애버내시와 킹은 몽고메리 버스 보이콧을 결성하였다. 한해 후에 미국 대법원이 지방법원의 버스들에 인종적으로 분리된 것이 비헌법적이었다는 것을 단언할 때 보이콧은 결국 끝났다.
보이콧이 끝난 곧 후에 애버내시와 킹은 다른 아프리카계 미국인 목사들을 만나 남부에서 인생의 범위 전부에서 흑인들을 위한 공민권의 성취를 위한 평화로운 행렬과 항의들을 결성하는 데 남부기독교지도회의를 형성하였다. 킹은 회장으로 임명되었고, 애버내시는 비서관이 되었다. 기구의 주요 목적은 인종적 분리에 종말을 가져오고, 공민권 입법의 창조에 관한 것을 가져오는 것이었다.
1957년 마틴 루터 킹 주니어는 애틀랜타에 있는 에비니저 침례 교회에 불러졌다. 그는 자신의 좋은 친구 애버내시가 애틀랜타에서 그에게 가입하기를 원하였으나 애버내시 가족이 몽고메리에 뿌리들이 놓이면서 어떤 감언 이설이 걸렸다. 결국적으로 애버내시 목사가 가족이 이동한 웨스트 헌터 스트리트 침례 교회에 부름을 받으면서 킹 목사는 자신의 길을 가졌다. 이것은 애버내시가 자신의 목회 경력의 나머지를 위하여 목사로 지낸 교회가 되었다.

### 버밍햄 시위 운동들
1963년의 봄 킹과 애버내시와 남부기독교지도회의는 버밍햄에 인종 차별 대우를 폐지하는 데 대량의 노력을 결집하였다. 국내적 대중매체는 버밍햄의 공동 전 기획부장 유진 코너에 의한 아프리카계 미국인 항의자들의 거친 대우에 주의를 전념하였다. 킹과 애버내시는 체포되었고, 도시에서 인종 차별의 상태들에 항의한 3,000명의 다른이들과 더불어 투옥되었다. 이 시위들은 남부의 250개 도시들이 인종 차별 대우를 폐지하는 노력들을 시작한 이런 단계에 논쟁으로 주의를 끌어들여 처음으로 전부의 인종들에게 수천개의 학교와 다른 공공과 사립 시설을 열었다.

### 워싱턴 행진
이 노력의 성공은 또한 존 F. 케네디 대통령이 미국 의회에게 공민권 법안을 보내는 데 용기를 돋우는 도움을 주었다. 인권 운동가들은 1963년 8월 28일에 열린 워싱턴 D. C.에서 대량의 행진을 결성하면서 이 법안의 성원을 논증하였다. 250,000명 이상의 사람들이 행진에 가입하였다. 이 일은 킹 목사가 "〈I have a dream〉"이라는 유명한 연설을 한 순간이었다. 애버내시는 성령이 그날 킹의 담화를 안내하였다고 강조하였다.
이어진 여름에 공민권 법령이 통과되었으며, 1965년 셀마 몽고메리 행진에 이어 투표권이 통과되었다.

### 비극적인 파업들
공민권 운동의 대단한 시작 이래 애버내시 목사와 킹 목사는 나란히 서오면서 더 위대한 공동체와 함께 파트너로서 함께 계획을 세우고 자신들의 계획들을 이행해왔다. 1968년 테네시주 멤피스에서 흑인 청소부들에 의한 파업이 시작되면서 2명의 지도자들은 함께 가까이 있었다. 그들이 걸으면서 애버내시는 킹으로부터 몇 걸음 만에 있었다. 그 일은 4월 4일에 아무 다른 점이 없었다. 사실 그들은 멤피스의 로레인 모텔에서 307호 방을 나누고 있었다. 그들이 지방 목사의 저택에서 만찬을 위하여 가는 데 준비되면서 킹 목사는 방의 외부에 발코니로 나왔다. 그 순간 만에 애버내시는 갑작스런 날카로운 소리를 듣고, 자신의 장기적 친구이자 동료가 총에 맞은 것을 알아차렸다. 이 일은 모든 것이 바뀐 순간이었다. 앰뷸런스에 실린 킹과 함께 탄 애버내시는 그를 구하는 데 의사들이 일하면서 그와 함께 응급실에 머물었어도 잘 되지 않았다. 애버내시는 그가 숨을 거두면서 그의 팔을 잡았다.

### 공민권 운동이 지속되며

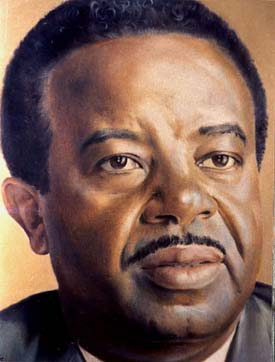
로버트 템플턴에 의한 애버내시의 초상화

킹의 사망 후에 애버내시는 남부기독교지도회의의 회장직을 취하였다. 암살 사건이 일어난 지 1주보다 적게 애버내시는 지속적으로 멤피스에서 파업을 벌인 청소부들을 성원하는 데 행진하였다. 그해 5월 그와 제시 잭슨을 포함한 다른이들은 워싱턴 D. C.에서 가난한 사람들의 캠페인을 결성하였다. 국가의 가난하게 된 맹세로 주의를 가져오는 희망을 가진 그는 국가의 수도에 오두막들을 건설하여 경찰과 폭로를 몰아댔다. 청산은 "부활의 도시"로 이름이 지어졌다. 애버내시는 캠페인이 일어난 동안 호텔에서 잠을 잤다. 6월 19일 그는 링컨 기념관에서 수만명의 백인과 흑인 시민들 앞에서 연설을 하였다.
6월 24일 결국적으로 연방 정부는 항의자들을 해산하는 데 강요하였다. 애버내시는 불법 집회로 3주 가까이 투옥되었다.
가난한 사람들의 캠페인 후에 애버내시는 지속적으로 남부기독교지도회의를 지도하였으나 기구는 킹 목사가 조종하고, 2명이 파트너들로서 활동할 때 추진력을 전혀 얻지 않았다. 애버내시는 1977년에 사임하고, 조지아주의 의석을 위하여 비성공적으로 나갔다.
1971년 애버내시는 유엔에서 세계 평화에 관한 연설을 하였다.
이 일은 애버내시 목사가 자신의 가족에게 바치는 데 더욱 시간을 가진 때였다. 1971년 4번째 자식 크와메가 태어났다. 랠프는 크와메에 애지중지하는 데 시간을 가져 그에게 아침식사를 만들고 그를 학교에 대다주었다. 그는 자신의 다른 3명의 자식들이 어릴 때 그들을 위하여 이런 것을 하는 데 시간이 없었다. 그러나 그는 이제 그들의 재능들을 개발하고, 그들에게 후원과 격려를 제공하는 도움을 주는 데 시간을 가졌다.
1980년 애버내시는 호지어 윌리엄스와 찰스 에버스와 더불어 로널드 레이건을 보증하는 데 가장 두드러진 아프리카계 미국인이었다. 애버내시는 후에 레이건 행정부의 공민권 정책들과 함께 매우 실망하였다고 말하고, 1984년 재선을 위하여 그를 보증하지 않았다.
1980년대에 애버내스는 로버트 그랜트와 함께 미국 자유 연합을 함께 창립하였다. 미국 자유 연합은 문선명의 통일교로부터 주요 기금과 워싱턴 타임스와 다른 통일교 계열 단체로부터 업무들을 받았다. 애버내시는 1990년 4월 17일 애틀랜타에서 사망할 때까지 미국 자유 연합의 부회장을 지냈다.
애버내시의 사망을 들은 앤드루 영은 애버내시가 "매우 필요하던 조용한 노동을 상연하였다. 애버내시는 다른이들의 업무에서 자신의 인생을 준 명랑하고, 깊고, 사랑하는 설교자였다."고 진술하였다.

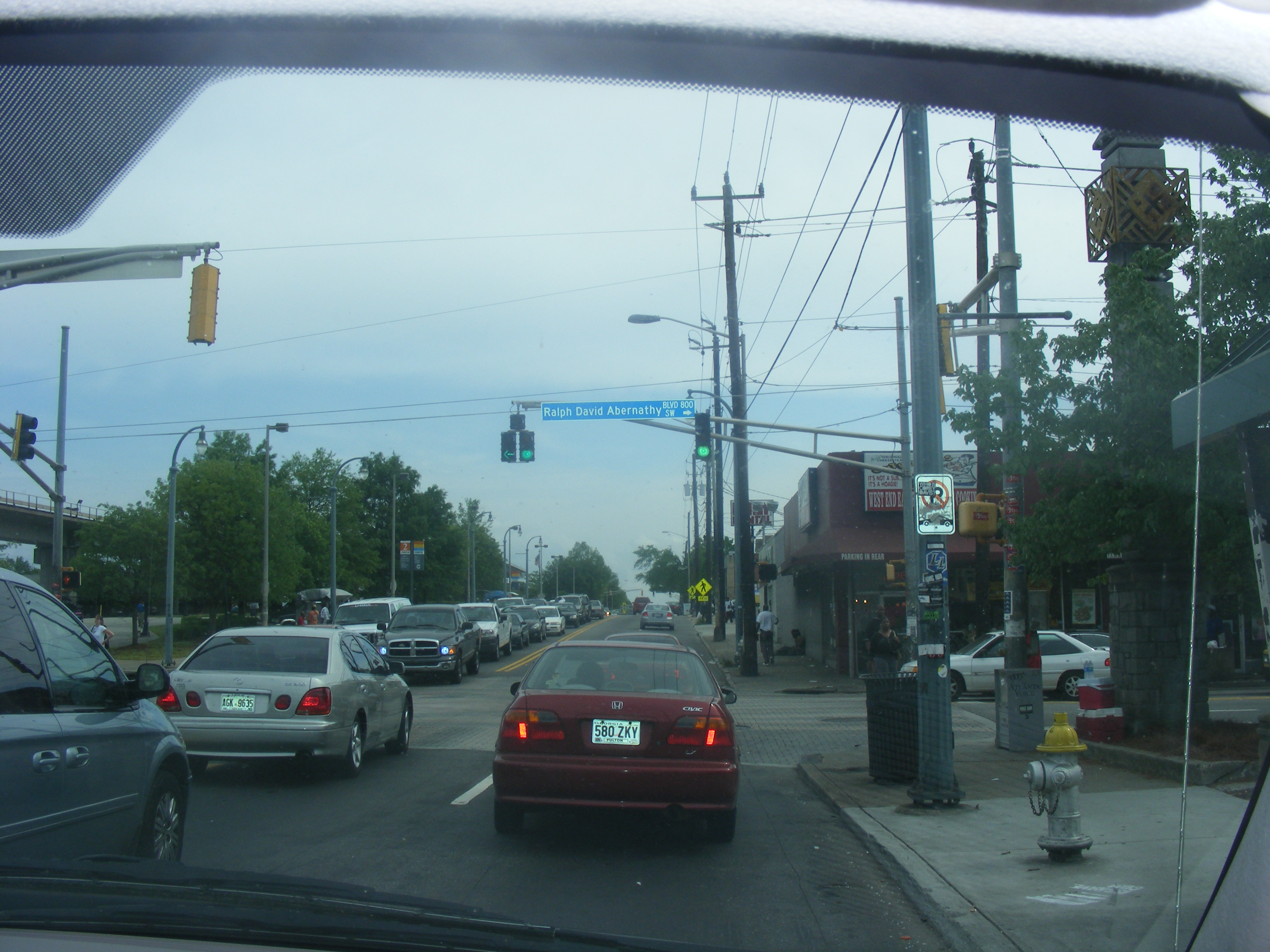
애틀랜타에 있는 애버내시의 이름을 딴 길의 사인

## 유산
애버내시는 많은 상들을 받았으며, 가장 두드러지게 뉴욕주 롱아일랜드 대학교, 애틀랜타 모어하우스 칼리지, 미시간주 캘러마주 칼리지와 자신의 모교 앨라배마 주립 대학교에서 명예 학위들이었다. 애틀랜타에서 주간 고속도로 20과 랠프 데이비드 애버내시 로드는 그의 명예에 이름을 땄다. 법률에서 등등권이 실습에서 기회의 등등권을 보증하거나 많은이들의 마음에 아직도 존재하는 인종적 성향과 편견을 옮기지 않은 이래 그의 유산은 남부기독교지도회의와 공민권의 입법을 사실상의 현실로 번역하는 데 분투한 전부의 지속적인 업무에 의하여 대표되었다.